# 爱氏蠕蛇鳗
爱氏蠕蛇鳗（学名：Scolecenchelys iredalei）是蛇鳗科蠕蛇鳗属的一一种，广泛分布于印度洋和太平洋海域。
本种之前被视为澳洲蠕蛇鰻（Scolecenchelys australis）的次定同物异名。2016年被恢复为有效种，并将微紅蠕蛇鰻（Scolecenchelys erythraeensis）视为本种的次定同物异名。

## 鉴别特征
全长（TL）89-200毫米。头长为全长的8.4%-10%；尾长为全长的51-54%；躯干长为全长的34%-38%；眼后部有2个眼下部感觉孔；吻尖，无正中腹沟；口裂后方延伸至眼后缘；上下颌齿和犁骨齿单列；背鳍起点与穿过肛门的垂线距离为头长的3.4%-57%；背鳍前脊椎54-59，臀鳍前脊椎53-56，总脊椎数122-129；平均脊椎骨形式57-55-126。